# Seznam nacionalnih dirkaških barv Formule 1
Od dvajsetih do šestdesetih let 20. stoletja, preden so se pojavili znaki sponzorjev, so bili dirkalniki Formule 1, turističnih in serijskih dirk ter ostalih mednarodnih kategorij motošporta, pobarvani v nacionalnih barvah.
Čeprav se bile te barvne sheme s strani FIE opustila, se še vedno neformalno uporabljajo, posebej s strani moštev in tovarn, ki želijo poudariti tradicijo. Pogosto jih spoštujejo tudi sponzorske pogodbe. V teh barvnih shemah so pogosto pobarvani tudi prototipi avtomobilov in dirkalniki amaterskih dirkačev.
V Nemčiji od tridesetih pa do šestdesetih let pogosto dirkalnikov niso pobarvali z belo barvo, da bi nekoliko zmanjšali težo, zato se jih je prijelo ime Srebrne puščice. Ko so v šestdesetih aluminij zamenjala karbonska vlakna, so ne nekatera nemška moštva vrnila na belo barvo, druga pa so še vedno uporabljala sivo. 

#### Najpomembnejša moštva
|    | Država              | Školjka                                 | Številke | Moštva                                                           |
| -- | ------------------- | --------------------------------------- | -------- | ---------------------------------------------------------------- |
| D  | Nemčija             | Bela                                    | Rdeče    | Mercedes, Benz, Porsche, BMW                                     |
| D  | Nemčija             | Kovinska (Srebrne puščice)              | Rdeče    | Mercedes-Benz, Auto Union, Veritas, Borgward, EMW, Porsche, Audi |
| F  | Francija            | Svetlo modra                            | Bele     | Bugatti, Talbot, Matra, Renault, Ligier, Prost                   |
| GB | Združeno kraljestvo | Zelena (British racing green)           | Bele     | Jaguar, Vanwall, Cooper, Lotus, Brabham, BRM, Bentley            |
| I  | Italija             | Rdeča (Rosso corsa)                     | Bele     | Alfa Romeo, Maserati, Lancia, Ferrari, Abarth                    |
| J  | Japonska            | Bela z rdečim soncem                    | Črne     | Honda, Nissan, Toyota                                            |
| US | ZDA                 | Bela, Modre vzdolžne črte, Modra spodaj | Modre    | Cunningham, Ford, NART, Shelby                                   |
| US | ZDA                 | Modra, Bele vzdolžne črte, Bela spodaj  | Bele     | AAR Eagle, Ford, Shelby, Scarab                                  |